# Arbeitsgericht Itzehoe
Das Arbeitsgericht Itzehoe war ein deutsches Gericht der Arbeitsgerichtsbarkeit mit Sitz in Itzehoe.

## Geschichte
Gemäß Arbeitsgerichtsgesetz vom 23. Dezember 1926 wurden in Deutschland Arbeitsgerichte gebildet. Diese waren nur in der ersten Instanz organisatorisch selbstständige Gerichte, die Landesarbeitsgerichte waren den Landgerichten zugeordnet. Am Landgericht Altona entstand so 1927 das Landesarbeitsgericht Altona als eines von drei Landesarbeitsgerichten im Bezirk des Oberlandesgerichts Kiel. In Itzehoe entstand das Arbeitsgericht Itzehoe. Sein Sprengel umfasste die Bezirke der Amtsgerichte Glückstadt, Itzehoe, Kellinghusen, Krempe und Wilster. Es bestand jeweils eine Kammer für Arbeiter, für Angestellte und für Handwerk.
Als Altona durch das Groß-Hamburg-Gesetz von 1937 nach Hamburg eingemeindet wurde, wurde das Landesarbeitsgericht Altona zum 31. März 1937 aufgehoben und das Arbeitsgericht Itzehoe dem Landesarbeitsgericht Kiel zugeordnet.
Nach der Besetzung Deutschlands durch die Alliierten wurden 1945 zunächst alle Gerichte geschlossen. Die ordentlichen Gerichte wurden schon bald wieder eröffnet, während die Arbeitsgerichte zunächst nicht wieder eingerichtet wurden, so dass arbeitsgerichtliche Streitigkeiten von den ordentlichen Gerichten erledigt werden mussten. Gemäß Kontrollratsgesetz 21 sollten in Deutschland Arbeitsgerichte aufgebaut werden. Bei den Beratungen über die Umsetzung wurde als Maßstab gewählt, dass die Bezirke der Arbeitsgerichte denen der Arbeitsämter entsprechen sollten. Entsprechend wurde kein Arbeitsgericht Itzehoe neu gebildet.